# Artisia (Botswana)
Artisia – wieś w Botswanie w dystrykcie Kgatleng. Według spisu ludności z 2011 roku wieś liczyła 2365 mieszkańców.